# 카롤리나 유스테
카롤리나 유스테(Carolina Yuste, 1991년 7월 30일 ~ )는 스페인의 배우이다. 2024년 영화 《언더커버》(La Infiltrada)를 통해 고야상 여우주연상을 수상했다.